# Резолюция 91 на Съвета за сигурност на ООН
Резолюция 91 на Съвета за сигурност на ООН е приета с мнозинство на 30 март 1951 г. по повод индо-пакистанския спор за областта Кашмир.
В Резолюция 91 Съветът за сигурност взема предвид доклада на представителя на ООН за Индия и Пакистан сър Оуен Диксън, в който се представят основните резултати от проведените преговори с представители на правителствата на Индия и Пакистан, и припомня ангажимента на страните въпросът за бъдещето на княжествата Джаму и Кашмир да бъде решен в съответствие с волята на населението, свободно изразена в един демократично проведен плебисцит, така както Съветът за сигурност настоява в предишните си резолюции по въпроса.
Във връзка с това Съветът отчита посочените в доклада на сър Оуен основни разминавания между страните в конфликта, които пречат на постигането на споразумение, а именно, че това са процедурите за установяване и разширяване на демилитаризираната зона, в която ще се проведе плебисцитът, както и степента на контрол върху временното управлението на щата, необходимо за организацията на свободен плебисцит.
По-нататък Съветът за сигурност приема оставката на сър Оуен Диксън и решава да назначи на негово място нов представител на ООН, който на място да проведе консултации с правителствата на Индия и Пакистан, в резултат на които Джаму и Кашмир да бъдат ефективно демилитаризирани, така както се предвижда в резолюциите на Комисията на ООН за Индия и Пакистан. Съветът инструктира представителя на ООН в срок от три месеца след пристигането си на Индийския субконтинент да представи пред Съвета за сигурност доклад, като настоява, че ако по това време представителят на ООН не е демилитаризирал щата или не е постигнал съгласие между страните по плана за ефективно демилитаризиране, да представи пред Съвета за сигурност основните източници на разногласие между страните, касаещи изпълнение на резолюциите на Съвета, чието изпълнение се смята за необходимо условие за демилитаризиране на щата.
Във връзка с това Съветът призовава страните в конфликта да си съдействат с представителя на ООН в усилията му да демилитаризира Джаму и Кашмир. Съветът също така призовава правителствата на Индия и Пакистан, в случай че преговорите им с представителя на ООН не доведат според мнението на последния до пълно изглаждане на съществуващите разногласия помежду им, да се съгласят на международен арбитраж, проведен от арбитър или група арбитри, назначени от председателя на Международния съд след консултации със страните.
В последната част на Резолюцията Съветът за сигурност решава, че военните наблюдатели на организацията в региона ще продължат да съблюдават спазването на установеното примирие в щата, а от Индия и Пакистан изисква да осигурят по-нататъшното стриктно изпълнение на постигнатото споразумение за прекратяване на огъня. Освен това от генералния секретар на организацията се изисква да осигури на представителя на ООН за Индия и Пакистан всичко, от което той би имал нужда, за да изпълнява мисията си.
Резолюция 91 е приета с мнозинство от 8 гласа „за“, като трима от членовете на Съвета за сигурност гласуват „въздържал се“ – представителите на Индия, СССР и Югославия.